# TV Manchete Rio de Janeiro
TV Manchete Rio de Janeiro foi uma emissora de televisão brasileira sediada no Rio de Janeiro, capital do estado homônimo. Operava no canal 6 VHF e era uma emissora própria e geradora da Rede Manchete. Entrou no ar em 1983, e foi extinta devido a falência da rede, vendida para a TeleTV em 1999. Seu canal hoje é ocupado pela RedeTV! Rio de Janeiro, emissora própria da RedeTV!.